# دير الصوفة (الحديدة)
دير الصوفة هي إحدى قرى مديرية المراوعة، التابعة لمحافظة الحديدة اليمنية، بلغ تعداد سكانها 2068 نسمة حسب الإحصاء الذي أجري عام 2004.